# Кармен Електра
Ка́рмен Еле́ктра (англ. Carmen Electra), справжнє ім'я Та́ра Лі Па́трик (англ. Tara Leigh Patrick); нар. 20 квітня 1972 року, Шеронвіль, Огайо, США) — американська модель, акторка, співачка, танцюристка.

## Життєпис
Народилася в містечку Шеронвіль на кордоні округів Батлер і Гамільтон в штаті Огайо. Мати — співачка, батько — артист і гітарист, молодша з п'яти дітей. Має ірландське, німецьке і коріння черокі. З 9 років навчалася танцю у Глорії Джей Сімпсон в Цинциннаті. У 1998 році померла від пухлини мозку її мати, а старша сестра Деббі — від серцевого нападу.
У листопаді 1998 року одружилася з баскетболістом Деннісом Родманом в церкві Chapel of the Flowers в Лас-Вегасі. Подала на розлучення в квітні 1999 року.
У серпні 2001 році заручилася, а 22 листопада 2003 одружилася з Дейвом Наварро, гітаристом рок-гурту Jane's Addiction. 17 липня 2006 року пара оголосила про розрив, і Електра подала на розлучення 10 серпня. Остаточно розлучилися 20 лютого 2007.
У квітні 2008 року представниця Кармен Електри підтвердила, що вона зустрічається з Робом Паттерсоном, гітаристом ню-метал-групи Otep. Паттерсон зробив Електрі пропозицію під час святкування її дня народження в Лас-Вегасі в 2008 році.

## Кар'єра
Професійну кар'єру Тара почала в 1990 році як танцюристка в парку розваг «Kings Island» в Мейсона, Огайо, на шоу «It's Magic», одному з найпопулярніших в історії парку. У 1991 році вона переїхала до Каліфорнії і зустріла там Принса. Незабаром підписала контракт з лейблом Принса «Paisley Park Records» і почала недовгу кар'єру співачки, спочатку в жіночому реп-гурті, яка працювала з його лейблом, а пізніше записала власний альбом. Тоді ж змінила ім'я на Кармен Електра (ім'я вибрав Принс, сказавши, що вона схожа на Кармен, а Електра — ім'я давньогрецької богині). Працювала танцюристкою в клубі Принса «Glam Slam» в колективі «Erotic City dancers», брала участь у його турі Європою «Diamonds and Pearls Tour».
У 1995 році Електра стала з'являтися в різних телешоу. У травні 1996 року вийшов журнал «Playboy» з її фотосесією. Це призвело до зростання її популярності та запрошення в серіал «Рятувальники Малібу», а також на шоу каналу MTV «Singled Out». Також брала участь у телешоу Говарда Стерна.
Електра з'являлася в «Playboy» ще чотири рази, в червні 1997, грудні 2000, квітні 2003 і в ювілейному випуску в січні 2009. А також три рази побувала на обкладинці.
Електра знялася в кількох фільмах, таких як «Відмінний гамбургер» (1997), «Шлюбні ігри земних мешканців» (1999), «Дуже страшне кіно» (2000), «Старскі і Гатч» (2004) та «Гуртом дешевше 2». Крім того, вона озвучувала саму себе в одному з епізодів «Сімпсонів»; андроїдку Сексі, замінивши Джину Гершон у другому сезоні мультсеріалу «Класна подорож», а також з'явилася в одному епізоді серіалу «Доктор Хаус».
У 1999 з'явилася в кліпі «The Bloodhound Gang» на пісню «The Inevitable Return of the Great White Dope». У 2005 році приєдналася до «Реслінг-ліги оголених дамочок». Наприкінці 2006 року знімалася в рекламі «Taco Bell». У 2009 році вдруге брала участь у шоу «Crazy Horse Paris» в Лас-Вегасі, танцюючи стриптиз. Як запрошена зірка брала участь у танцювальному шоу «The Pussycat Dolls».
Випустила серію з п'яти DVD-дисків «Carmen Electra Aerobic Striptease», що поєднує елементи рухів класичного стриптизу і вправ з низьким кардіо-навантаженням. Також під своїм ім'ям Electra Pole продає пілони для танцю з січня 2008 року.
У 2002 році потрапила на #59 у списку «102 найсексуальніші жінки у світі» за версією журналу «Stuff», у 2005 і 2006 роках займала відповідно #18 і #9 позиції в списку «100 найсексуальніших жінок світу» за версією «FHM», а в 2007 році була на #28 у «Hot 100» журналу «Maxim».

## Доброчинність
Кармен Електра організувала збір коштів для Head to Hollywood, некомерційної організації, яка надає підтримку людям, які пережили пухлину мозку. Також вона підтримує Elevate Hope, благодійну організацію, яка надає підтримку кинутим дітям, які зіткнулися з сексуальним насильством, і Hollyrod Foundation, організацію, що надає медичну, фізичну та моральну підтримку людям з хворобою Паркінсона.

## Фільмографія
| Рік       |    | Українська назва                           | Оригінальна назва                                              | Роль                             |
| --------- | -- | ------------------------------------------ | -------------------------------------------------------------- | -------------------------------- |
| 2018      | с  |                                            | Alone Together                                                 | Тіа (1 епізод)                   |
| 2016      | с  |                                            | Jane the Virgin                                                | Кармен Електра (1 епізод)        |
| 2015      | ф  |                                            | Book of Fire                                                   | Теодора                          |
| 2015      | ф  |                                            | Chocolate City                                                 | діджейка                         |
| 2014      | ф  |                                            | Lap Dance                                                      | Лексус                           |
| 2014      | с  |                                            | The Birthday Boys                                              | Міртл (1 епізод)                 |
| 2014      | с  | Франклін та Беш                            | Franklin & Bash                                                | Бріджит Барнс (1 епізод)         |
| 2014      | кф |                                            | Dragula                                                        | Ліза                             |
| 2013      | с  |                                            | Fra Sydhavn til West Coast                                     | Кармен Електра (1 епізод)        |
| 2013      | кф |                                            | Cum Ghosts                                                     | Кармен Електра                   |
| 2013      | кф |                                            | The Food Truck with Carmen Electra                             | Кармен Електра                   |
| 2013      | с  |                                            | Suburgatory                                                    | Кармен Електра (1 епізод)        |
| 2012      | с  | 90210                                      | BH90210                                                        | Веста (2 епізоди)                |
| 2012      | кф |                                            | The Axe Boat                                                   | Вероніка                         |
| 2012      | в  |                                            | 2-Headed Shark Attack                                          | Анна Бабіш                       |
| 2011      | ф  |                                            | Mardi Gras: Spring Break                                       | Кармен Електра                   |
| 2010      | тф |                                            | Back Nine                                                      | Джуді                            |
| 2010      | кф |                                            | Filter: No Love                                                | Кармен Електра                   |
| 2010      | ф  |                                            | Barry Munday                                                   | бездоганна красуня               |
| 2009      | ф  |                                            | Oy Vey! My Son Is Gay!!                                        | Сібіл Вільяис                    |
| 2009      | кф |                                            | The Pussycat Dolls: Hush Hush; Hush Hush                       |                                  |
| 2009      | с  |                                            | Reno 911!                                                      | пані Юкер (1 епізод)             |
| 2009      | кф |                                            | Zac Efron's Pool Party                                         | Кармен                           |
| 2009      | вг |                                            | Leisure Suit Larry: Box Office Bust                            | Джинджер Вітус (голос)           |
| 2008      | ф  | Казки на ніч                               | Bedtime Stories                                                | красуня                          |
| 2008      | ф  | Нереальний блокбастер                      | Disaster Movie                                                 | красуня-вбивця                   |
| 2008      | с  |                                            | Hollywood Residential                                          | Кармен Електра (1 епізод)        |
| 2008      | ф  | Знайомство зі спартанцями                  | Meet the Spartans                                              | королева Марго                   |
| 2007      | ф  | Мільйон на Різдво                          | Christmas in Wonderland                                        | Джинджер Пічум                   |
| 2007      | ф  | Я хочу Кенді                               | I Want Candy                                                   | Кенді Файввейз                   |
| 2007      | ф  |                                            | Full of It                                                     | Кармен Електра                   |
| 2007      | ф  | Дуже епічне кіно                           | Дуже епічне кіно                                               | Містік                           |
| 2006      | мф |                                            | Lolo's Cafe                                                    | Дезіре (голос)                   |
| 2006      | ф  |                                            | Pledge This!                                                   | Кармен Електра                   |
| 2006      | тф |                                            | Getting Played                                                 | Лорен                            |
| 2006      | ф  |                                            | Hot Tamale                                                     | Райлі                            |
| 2006      | ф  | Дуже страшне кіно 4                        | Scary movie 4                                                  | Голлі                            |
| 2005—2006 | с  | Джої                                       | Joey                                                           | Кармен Електра (2 епізод)        |
| 2006      | ф  | Кінопобачення                              | Date Movie                                                     | Анна                             |
| 2005      | ф  | Гуртом дешевше 2                           | Cheaper by the Dozen 2                                         | Заріна Мерто (Sarina Murtaugh)   |
| 2005      | с  |                                            | Stacked                                                        | Ніккі (1 епізод)                 |
| 2004—2005 | с  |                                            | Tripping the Rift                                              | Шість (13 епізодів)              |
| 2005      | с  | Доктор Хаус                                | House M.D.                                                     | Кармен Електра (1 епізод)        |
| 2005      | ф  |                                            | Searching for Bobby D                                          | Ребекка                          |
| 2005      | с  |                                            | Summerland                                                     | Мона (5 епізодів)                |
| 2005      | с  |                                            | Fat Actress                                                    | Кармен Електра (1 епізод)        |
| 2005      | с  | Американський тато!                        | American Dad!                                                  | Ліза Сілвер (голос, 1 епізод)    |
| 2005      | ф  | Брудне кохання                             | Dirty Love                                                     | Мішель Лопес                     |
| 2005      | с  |                                            | Hope & Faith                                                   | Кармен (1 епізод)                |
|           | в  |                                            | Lil' Pimp                                                      | Жимолость (голос)                |
| 2004      | ф  | Макс Гейвок: Прокляття нефритового дракона | Max Havoc: Curse of the Dragon                                 | Деббі                            |
| 2004      | вг |                                            | Def Jam: Fight for NY                                          | Кармен Електра (голос)           |
| 2004      | вг |                                            | ESPN NFL 2K5                                                   | Кармен Електра (голос)           |
| 2004      | с  |                                            | Method & Red                                                   | Керрі Норріс (1 епізод)          |
| 2004      | с  | Монк                                       | Monk                                                           | Хлої Блекберн (1 епізод)         |
| 2004      | тф |                                            | 30 Days Until I'm Famous                                       | Полін                            |
| 2004      | ф  | Старскі і Гатч                             | Starsky & Hutch                                                | Стейсі                           |
| 2003      | тф |                                            | Celebrity Temps                                                |                                  |
| 2003      | тф |                                            | Rent Control                                                   | Одрі                             |
| 2003      | с  |                                            | Eve                                                            | Зен (1 епізод)                   |
| 2003      | ф  | Донька мого боса                           | My Boss's Daughter                                             | Тіна                             |
| 2003      | ф  | Міські дівчата                             | Uptown Girls                                                   | знаменитість                     |
| 2003      | с  |                                            | Greetings from Tucson                                          | Роза (1 епізод)                  |
| 2003      | ф  |                                            | Sol Goode                                                      | Скарб (Treasure)                 |
| 2003      | тф |                                            | Baywatch: Hawaiian Wedding                                     | Лені                             |
| 2003      | мс | Король гори                                | King of the Hill                                               | Енджела (голос, 1 епізод)        |
| 2002      | с  |                                            | Off Centre                                                     | Кармен Електра (1 епізод)        |
| 2002      | мс | Сімпсони                                   | The Simpsons                                                   | Кармен Електра (голос, 1 епізод) |
| 2002      | ф  |                                            | Whacked!                                                       | Лора                             |
| 2001      | ф  | Вірус кохання                              | Get Over It                                                    | пані Мойра                       |
| 2001      | ф  |                                            | Perfume                                                        | Симона                           |
| 2000      | кф |                                            | Bloodhound Gang: The Inevitable Return of the Great White Dope | жінка                            |
| 2000      | ф  | Дуже страшне кіно                          | Scary Movie                                                    | Дрю                              |
| 2000      | кф | відеокліп                                  | Lil' Kim: No Matter What They Say                              | Кармен Електра                   |
| 1999      | ф  |                                            | Vacanze di Natale 2000                                         | Есмеральда                       |
| 1999      | ф  | Шлюбні ігри землян                         | The Mating Habits of the Earthbound Human                      | Дженні Сміт                      |
| 1999      | с  |                                            | Hyperion Bay                                                   | Сара Гікс (8 епізодів)           |
| 1998      | ф  |                                            | Welcome to Hollywood                                           | Кармен Електра                   |
| 1998      | с  |                                            | Soldier of Fortune, Inc.                                       | Таня (1 епізод)                  |
| 1998      | в  |                                            | The Chosen One: Legend of the Raven                            | Маккенна Рей / Ворон             |
| 1998      | с  |                                            | Two Guys, a Girl and a Pizza Place                             | Ізабелла (1 епізод)              |
| 1997—1998 | с  | Рятувальники Малібу                        | Baywatch                                                       | Лені Маккензі (22 епізоди)       |
| 1998      | ф  |                                            | Starstruck                                                     | Айона Ширлі                      |
| 1998      | в  |                                            | Baywatch: White Thunder at Glacier Bay                         | Лені Маккензі                    |
| 1997      | ф  |                                            | An American Vampire Story                                      | Сулка                            |
| 1997      | с  | Поліцейські на велосипедах                 | Pacific Blue                                                   | Лені Маккензі (1 епізод)         |
| 1997      | с  |                                            | All That                                                       | Сью (1 епізод)                   |
| 1997      | с  |                                            | Just Shoot Me!                                                 | Кармен Електра (1 епізод)        |
| 1997      | ф  |                                            | Good Burger                                                    | Роксанна                         |
| 1996      | с  |                                            | Erotic Confessions                                             | менеджер (1 епізод)              |
| 1996      | с  |                                            | Baywatch Nights                                                | Кенді (1 епізод)                 |

## Нагороди
- «Золота малина» 2006 року — за найгіршу жіночу роль другого плану (фільми «Дуже страшне кіно 4» і «Кінопобачення»).
- «Премія каналу «MTV»» 2004 року — за найкращий поцілунок («Старскі і Гатч»)